# Nassim Ben Khalifa
Nassim Ben Khalifa (Morges, 13 gennaio 1992) è un calciatore svizzero di origine tunisina, attaccante dell'Avispa Fukuoka.

## Caratteristiche tecniche
Ricopre la posizione di seconda punta, ma può giocare anche da trequartista, destro naturale, è un attaccante d'area con una buona tecnica nel tiro dalla media distanza, durante le azioni da gol sfrutta abilmente gli inserimenti offensivi reagendo bene ai passaggi che gli vengono concessi. È un buon tiratore di testa, e come rigorista calcia bene dagli undici metri.

## Carriera

### Club

#### Inizi
Cresciuto nelle giovanili dello Stade Nyonnais, nel 2006 fa il suo esordio in prima squadra ad appena 14 anni e 3 mesi, nel pareggio contro il Lancy FC. Fiutato l'ottimo potenziale, nel 2008 il Grasshoppers lo acquista, inserendolo nella propria selezione Under 21. Dopo appena 6 partite e ben 5 gol, nella stagione 2009-2010 passa con la maglia biancoblu in prima squadra, trovando ancora minorenne le prime reti nel massimo campionato svizzero.

#### Wolfsburg, Norimberga e Young Boys
Grazie all'ottimo rendimento, il 19 febbraio 2010 si aggrega per 1,6 milioni di euro al Wolfsburg con cui firma un contratto fino al 2014. Rimane fuori dal progetto della prima squadra, trovando il campo solo con la seconda squadra e in pochissime occasioni. Il 16 gennaio 2011 così, dopo appena mezza stagione, si trasferisce in prestito al Norimberga. Anche qui, non incide e non viene riscattato. Nella stagione 2011-2012, prova a ripartire, ancora in prestito, con gli svizzeri dello Young Boys, tornando così in Patria. Con la squadra bernese disputa 17 partite in campionato siglando 2 gol.

#### Ritorno al Grasshoppers ed Eskişehirspor
Nell'estate 2012, per soli 150.000 euro torna alla squadra che lo aveva lanciato, il Grasshoppers. Con la squadra di Zurigo, ritrova nuovamente lo smalto che lo aveva contraddistinto i primi anni di carriera, complice anche una prima stagione conclusasi con un 2º posto in campionato e con la vittoria della Coppa di Svizzera ai rigori contro il Basilea. A marzo 2014 si infortuna al crociato, chiudendo anzitempo la stagione. Gioca altre due stagioni, prima di passare il 30 giugno 2016 ai turchi dell'Eskişehirspor.

#### Malines, Losanna e San Gallo
Il 1º febbraio 2016 passa in prestito semestrale ai belga del Malines. Dopo appena 4 giorni fa il suo esordio subentrando al minuto 93 nel 2-2 casalingo contro l'Anderlecht. La sua esperienza però si chiuderà con solo altre tre presenze. Tornato in Turchia, rimane svincolato. Il 3 ottobre, il Losanna, neopromosso in Super League decide di dargli fiducia. Il giocatore ripaga con una buonissima stagione, conclusasi con 9 gol in 23 presenze (miglior marcatore della sua squadra).
Oramai di nuovo in rampa di lancio, il 1º luglio 2017 passa a titolo definitivo al San Gallo con un contratto triennale. La squadra con il 5º posto finale ottiene una qualificazione ai turni preliminari di Europa League. La seconda stagione si rivela meno prolifica e complice i nuovi innesti, con molti meno minuti di campo.

#### Ennesimo ritorno al Grasshoppers ed Espérance
Il 5 luglio 2019, per la terza volta in carriera, veste nuovamente la maglia del Grasshoppers. Esordisce così in Challenge League, seconda categoria svizzera dopo anni nei massimi campionati europei. Le grandi qualità e la categoria più bassa gli consentono di siglare 14 gol in 33 partite, il club nonostante ciò chiude al terzo posto senza ottenere la sperata promozione. Complice una situazione finanziaria non eccezionale, aggravata dal Covid-19, il 13 agosto 2020 rimane nuovamente senza squadra. Il 20 novembre successivo, diventa un giocatore dell'Espérance, per la prima volta in un campionato extraeuropeo.

### Nazionale
Con la Svizzera ha vinto il Mondiale Under-17 in Nigeria, segna il gol del 1-0 sconfiggendo il Brasile, segna un rigore battendo sia la Colombia per 4-0 che la Germania per 4-3, realizza una rete prevalendo contro l'Italia per 2-1; inoltre in questa competizione ha ricevuto il secondo posto per il trofeo individuale Adidas Golden Ball.
Ha fatto parte anche della selezione Under 21 elvetica, esordendo nel 2010, ad appena 18 anni nella sconfitta per 0-2 contro i pari età della Turchia.
L'11 agosto 2010 ha fatto il suo esordio in nazionale maggiore subentrando a 19 dalla fine in amichevole contro l'Austria. In totale conta 4 presenze sempre da subentrante con 0 realizzazioni, la sua ultima partita è avvenuta il 14 novembre 2012 in un'amichevole contro la Tunisia dove Khalifa con il suo passaggio permetta a Xherdan Shaqiri di segnare il gol del 2-1.

## Statistiche

### Cronologia presenze e reti in nazionale
| Cronologia completa delle presenze e delle reti in nazionale ― Svizzera | Cronologia completa delle presenze e delle reti in nazionale ― Svizzera | Cronologia completa delle presenze e delle reti in nazionale ― Svizzera | Cronologia completa delle presenze e delle reti in nazionale ― Svizzera | Cronologia completa delle presenze e delle reti in nazionale ― Svizzera | Cronologia completa delle presenze e delle reti in nazionale ― Svizzera | Cronologia completa delle presenze e delle reti in nazionale ― Svizzera | Cronologia completa delle presenze e delle reti in nazionale ― Svizzera |
| Data                                                                    | Città                                                                   | In casa                                                                 | Risultato                                                               | Ospiti                                                                  | Competizione                                                            | Reti                                                                    | Note                                                                    |
| ----------------------------------------------------------------------- | ----------------------------------------------------------------------- | ----------------------------------------------------------------------- | ----------------------------------------------------------------------- | ----------------------------------------------------------------------- | ----------------------------------------------------------------------- | ----------------------------------------------------------------------- | ----------------------------------------------------------------------- |
| 11-8-2010                                                               | Klagenfurt am Wörthersee                                                | Austria                                                                 | 0 – 1                                                                   | Svizzera                                                                | Amichevole                                                              | -                                                                       | 71’                                                                     |
| 17-11-2010                                                              | Ginevra                                                                 | Svizzera                                                                | 2 – 2                                                                   | Ucraina                                                                 | Amichevole                                                              | -                                                                       | 76’                                                                     |
| 6-9-2011                                                                | Basilea                                                                 | Svizzera                                                                | 3 – 1                                                                   | Bulgaria                                                                | Qual. Euro 2012                                                         | -                                                                       | 91’                                                                     |
| 14-11-2012                                                              | Rades                                                                   | Tunisia                                                                 | 1 – 2                                                                   | Svizzera                                                                | Amichevole                                                              | -                                                                       | 72’                                                                     |
| Totale                                                                  |                                                                         | Presenze                                                                | 4                                                                       |                                                                         | Reti                                                                    | 0                                                                       |                                                                         |

| Cronologia completa delle presenze e delle reti in nazionale ― Svizzera under 21 | Cronologia completa delle presenze e delle reti in nazionale ― Svizzera under 21 | Cronologia completa delle presenze e delle reti in nazionale ― Svizzera under 21 | Cronologia completa delle presenze e delle reti in nazionale ― Svizzera under 21 | Cronologia completa delle presenze e delle reti in nazionale ― Svizzera under 21 | Cronologia completa delle presenze e delle reti in nazionale ― Svizzera under 21 | Cronologia completa delle presenze e delle reti in nazionale ― Svizzera under 21 | Cronologia completa delle presenze e delle reti in nazionale ― Svizzera under 21 |
| Data                                                                             | Città                                                                            | In casa                                                                          | Risultato                                                                        | Ospiti                                                                           | Competizione                                                                     | Reti                                                                             | Note                                                                             |
| -------------------------------------------------------------------------------- | -------------------------------------------------------------------------------- | -------------------------------------------------------------------------------- | -------------------------------------------------------------------------------- | -------------------------------------------------------------------------------- | -------------------------------------------------------------------------------- | -------------------------------------------------------------------------------- | -------------------------------------------------------------------------------- |
| 26-5-2010                                                                        | San Gallo                                                                        | Svizzera under 21                                                                | 0 – 2                                                                            | Turchia under 21                                                                 | Qual. Europeo Under-21 2011                                                      | -                                                                                |                                                                                  |
| 30-5-2010                                                                        | Tbilisi                                                                          | Georgia under 21                                                                 | 0 – 0                                                                            | Svizzera under 21                                                                | Qual. Europeo Under-21 2011                                                      | -                                                                                |                                                                                  |
| 3-9-2010                                                                         | Lugano                                                                           | Svizzera under 21                                                                | 1 – 0                                                                            | Irlanda under 21                                                                 | Qual. Europeo Under-21 2011                                                      | -                                                                                | 72’                                                                              |
| Totale                                                                           |                                                                                  | Presenze                                                                         | 25                                                                               |                                                                                  | Reti                                                                             | 4                                                                                |                                                                                  |

## Palmarès

### Club

#### Competizioni nazionali
- Coppa Svizzera: 1

Grasshoppers: 2012-2013
- Campionato tunisino: 2

Espérance: 2020-2021, 2021-2022
- Supercoppa di Tunisia: 1

Espérance: 2021
- Coppa J. League: 1

Sanfrecce Hiroshima: 2022

### Nazionale
- Campionato mondiale Under-17: 1

2009